# Fabrice Hadjadj
Fabrice Hadjadj, é um escritor e filósofo francês, e diretor do Instituto Philantropos, na Suíça. Ele se auto-apresenta como um "judeu de sobrenome árabe e confissão católica". Suas principais obras são dedicadas à crítica da tecnologia e à carne.

## Biografia

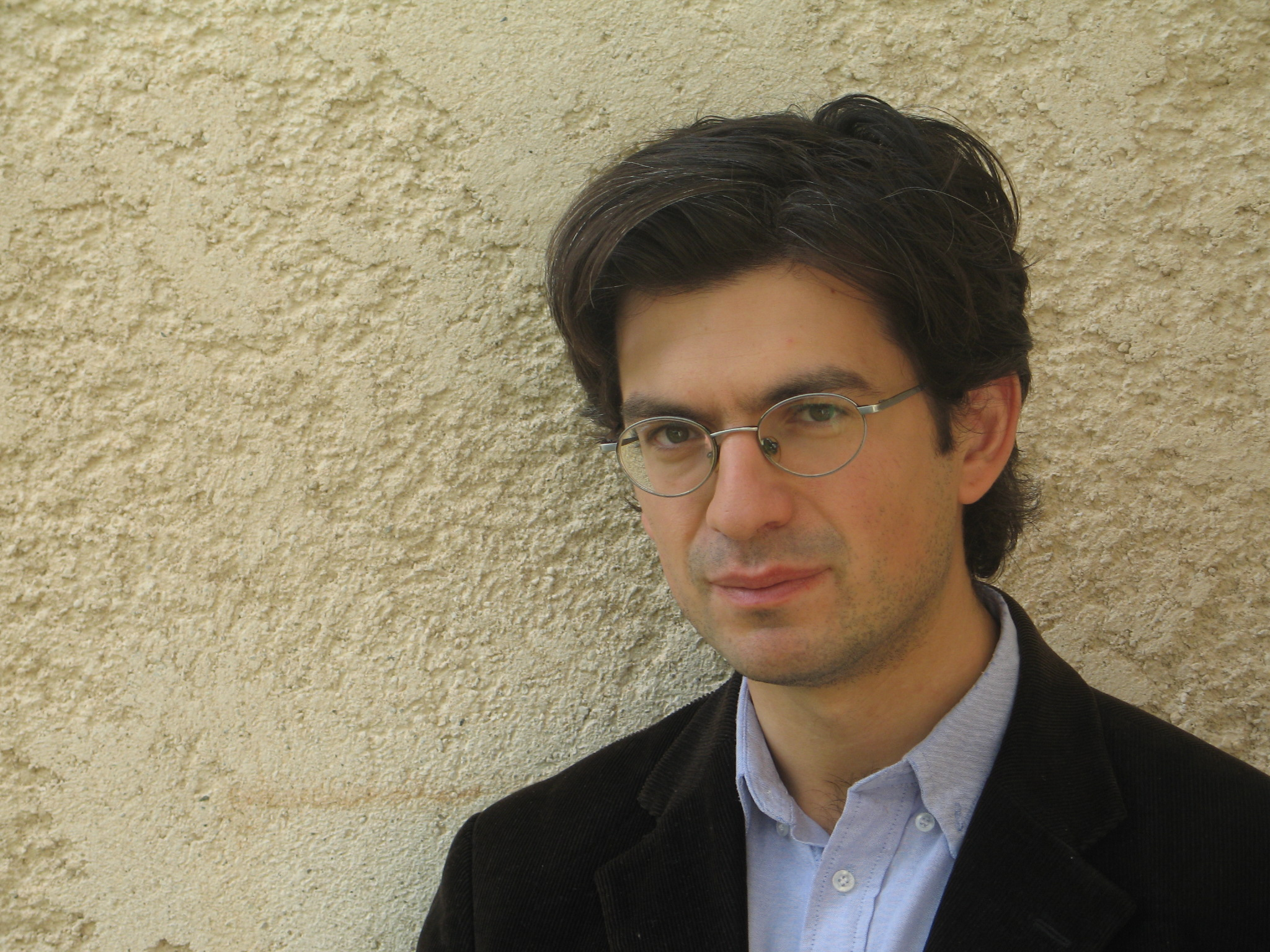
Fabrice Hadjadj

Hadjadj nasceu em Nanterre em 15 de setembro de 1971. Seus pais, Bernard e Danielle são judeus de origem tunisiana, que foram à França para estudar. Hadjadj conta que eles não eram particularmente religiosos, embora celebrassem a Páscoa todos os anos. Eles eram de militantes maoístas, o que contribuiu para uma atitude niilista com que Hadjadj viveu em sua juventude.
Sua primeira obra, Objet perdu, publicada em 1995, é uma coletânea niilista dirigida em colaboração com Claude Alexandre e John Gelder, na qual colaboraram diversos autores, entre eles Michel Houellebecq.
Em 1998, por decorrência de uma doença paterna, Hadjadj questiona se converte ao catolicismo, recebendo o batismo na Abadia de Solesmes. O autor, no entanto, não gosta de comentar sobre esse episódio, porque crê que a conversão não é uma tarefa acabada, mas "permanece uma prova até a morte". Em 2001, casou-se com a atriz francesa Siffreine Michel, com quem tem dez filhos.
Hadjadj já lecionou filosofia e literatura na periferia de Paris, em Toulon, e atualmente é diretor no Instituto Philantropos, na Suíça. Em 2014, foi nomeado pelo Vaticano como membro do Pontifício Conselho para os Leigos, cargo que exerceu até 2016, com a supressão deste conselho.

## Prêmios
2006: ganhador do Grand prix catholique de littérature pela obra “Réussir sa mort : anti-méthode pour vivre”.
2009: ganhador do Prix du Cercle Montherlant – Académie des Beaux-Arts pela obra: L’Agneau mystique, le retable des frères Van Eyck.
2010: ganhador do Prix de littérature religieuse pela obra “A fé dos demônios”.
2013: ganhador do Prix spiritualités d'aujourd'hui pela obra “Comment parler de Dieu aujourd’hui”.
2020: ganhador do Prix du cardinal Lustiger, concedido Academia Francesa.

## Obras

### Português Brasileiro:
O Paraíso à Porta: Ensaio sobre uma alegria que desconcerta. São Paulo: É Realizações, 2015.
Jó: ou a tortura pelos amigos. São Paulo: É Realizações, 2017.
A profundidade dos sexos: por uma mística da carne. São Paulo: É Realizações, 2017.
A fé dos demônios. São Paulo: Vide Editorial, 2018.

Nada a fazer. São Paulo: É Realizações, 2021.